# Ves

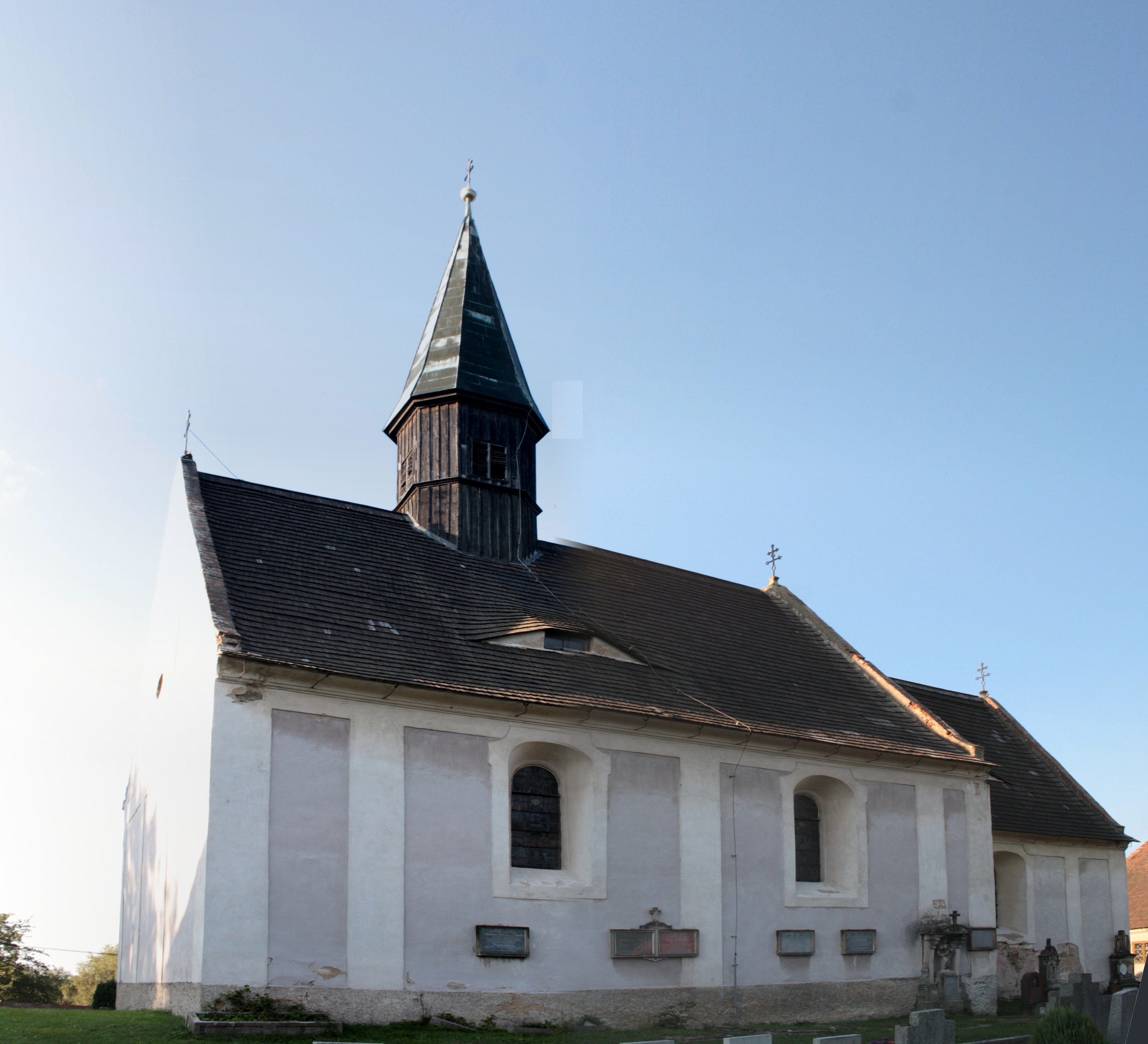
Kirche des hl. Laurentius

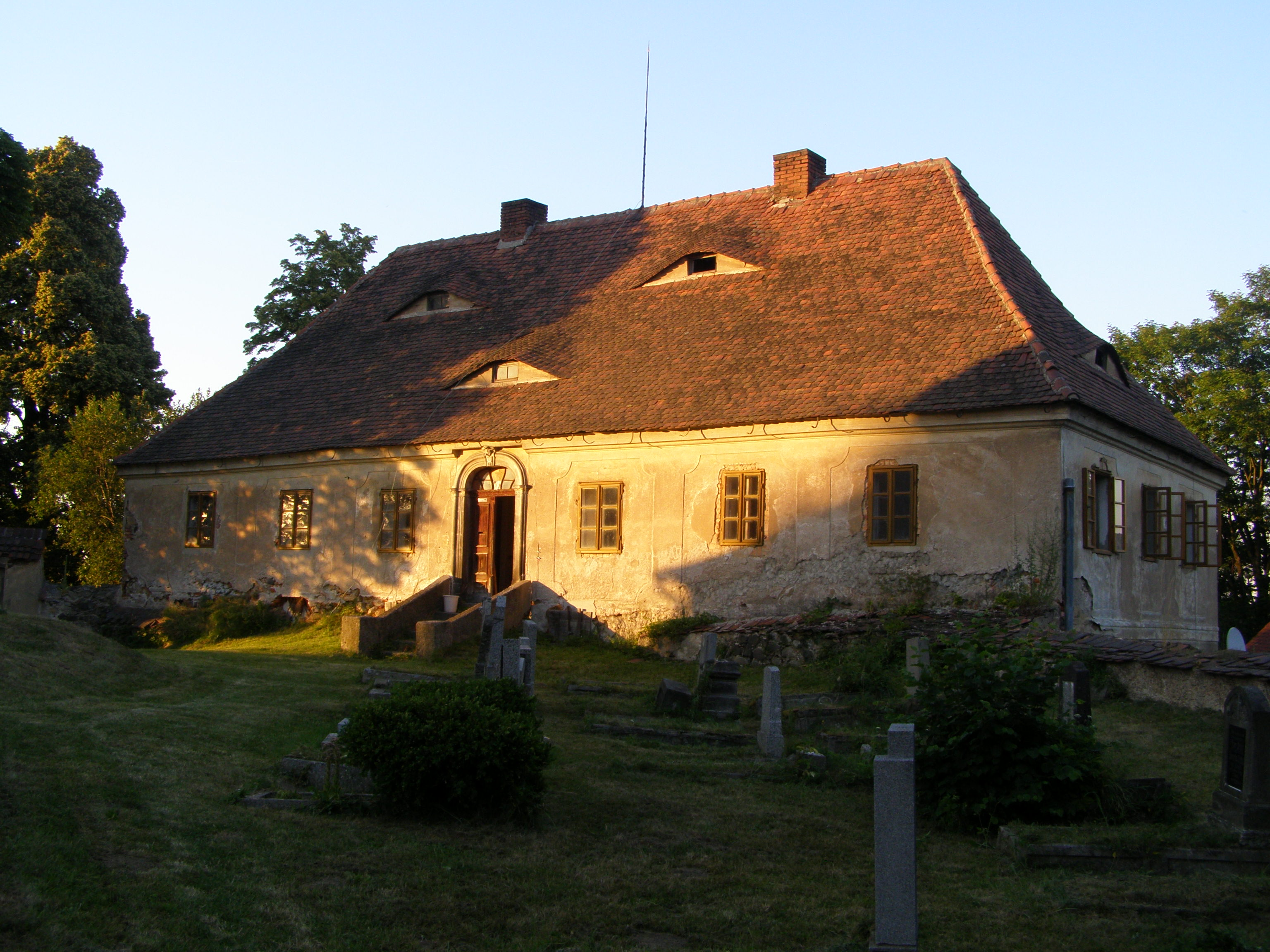
Pfarrhaus

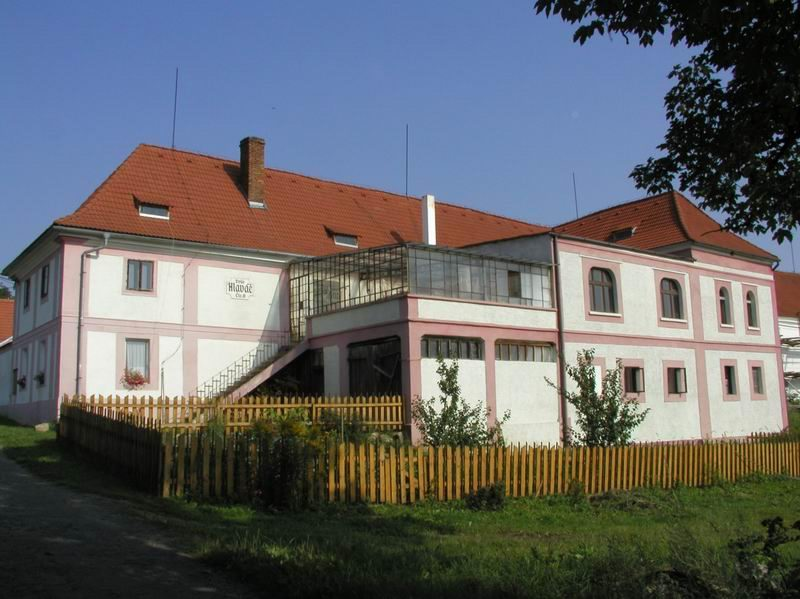
Hlaváč-Hof

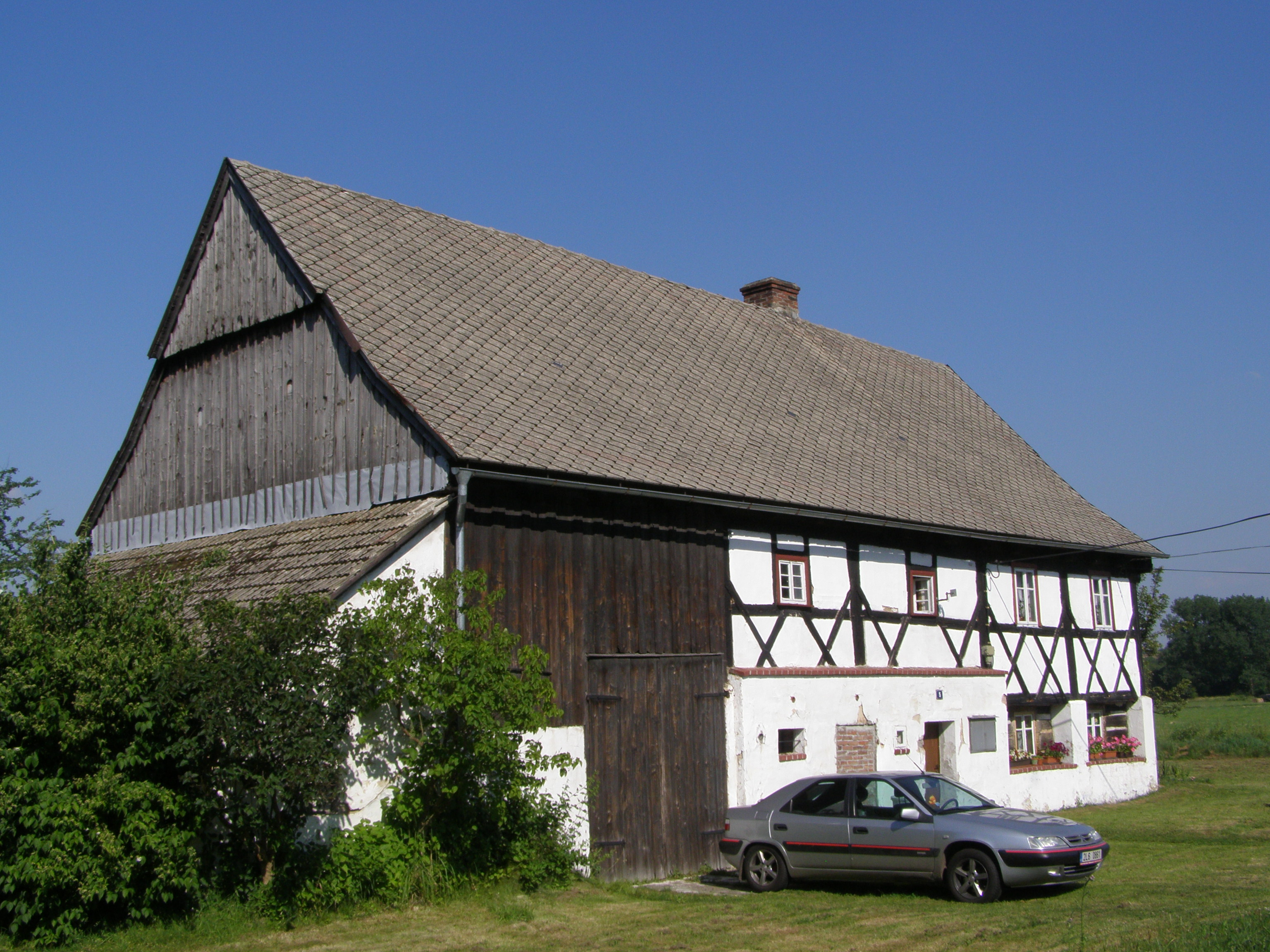
Fachwerkhaus Nr. 5

Ves (deutsch Wiese) ist ein Ortsteil der Gemeinde Černousy im Okres Liberec in Tschechien. Er liegt zwölf Kilometer nordwestlich des Stadtzentrums von Frýdlant. Näher gelegen ist die polnische Stadt Zawidów, zu der jedoch keine direkte Straßenanbindung besteht. Im Westen, Norden und Osten ist das Dorf vom polnischen Staatsgebiet umschlossen.

## Geographie
Ves erstreckt sich im Isergebirgsvorland linksseitig der Smědá (Wittig) an einer Terrasse bis zur Einmündung des Baches Boreček bzw. Andělský potok.
Südlich erhebt sich der Nad Školou (275 m), im Westen der Kamieniec (Steinberg, 265 m). Im Osten verläuft rechts der Smědá die Bahnstrecke Liberec–Zawidów, die nächste Bahnstation ist Černousy. Nordwestlich des Dorfes liegt der Niedów-Stausee.
Nachbarorte sind Wilka und Zawidów-Osiedle (Scheiba) im Norden, Zawidów im Nordosten, Ostróżno (Ostrichen) im Osten, Černousy und V Poli im Südosten, Boleslav im Süden, Loučná und Andělka im Südwesten, Kostrzyna (Trattlau) im Westen sowie Spytków (Wanscha) im Nordwesten.

## Geschichte
Ves ist wahrscheinlich eine sorbische Gründung und wurde im 13. Jahrhundert im Zuge der deutschen Kolonisation als Waldhufendorf neu angesetzt.
Die erste urkundliche Erwähnung von Wiese erfolgte im Jahre 1306. Die älteste Nachricht über die Kirche St. Laurentius findet sich 1346 im Pfarrverzeichnis des Bistums Meißen. Als Besitzer des zur Herrschaft Friedland gehörigen Lehngutes Wiese wechselten sich verschiedene niedere Adlige ab. Im Jahre 1616 ließ Christoph von Spiller in Wiese eine Schule einrichten, in der auch die Kinder aus Tschernhausen, Bunzendorf und Ostrichen unterrichtet wurden. Seit dem Prager Frieden von 1635 lag Wiese unmittelbar an der Grenze zum Kurfürstentum Sachsen. Im Jahre 1666 kaufte Anton Pankraz von Gallas das Gut von den Erben des Grafensteiner Burghauptmanns Wolf von Uechtritz und vereinigte es mit seiner Herrschaft Friedland. Nachfolgende Grundherren waren ab 1674 Franz Ferdinand von Gallas, ab 1697 dessen Söhne Philipp Franz und Johann Wenzel. Da letzterer, wie auch sein zuvor verstorbener Bruder ohne männliche Nachkommen geblieben war, fiel sein bedeutsamer Besitz seinem Neffen Christian Philipp Freiherr von Clam mit der Maßgabe der Weiterführung von Namen und Wappen der Grafen Gallas zu, damit entstand das Geschlecht Clam-Gallas. Ab 1805 gehörte das Gut dessen Sohn Christian Christoph Clam-Gallas.
Bis 1741 gehörten zur Pfarrei Wiese als Filialen die Kirche des Erzengel Michael in Bullendorf, die Kirche der hl. Maria Magdalena in Arnsdorf und die Kirche St. Martin in Nieder-Ullersdorf. In Folge der auf dem Wiener Kongress vorgenommenen Teilung der Oberlausitz lag Wiese ab 1815 am neuen Dreiländereck zwischen dem Kaisertum Österreich, Königreich Sachsen und Königreich Preußen, das östlich von Wanscha an der Wittig lag. Nachdem der Schulunterricht bis dahin in verschiedenen Privathäusern abgehalten worden war, bezog die Schule im Jahre 1829 ein eigenes neues Schulhaus.
Im Jahre 1832 bestand Wiese aus 44 Häusern mit 254 deutschsprachigen Einwohnern. Unter dem obrigkeitlichen Patronat standen die Pfarrkirche des hl. Laurentius und die Schule. Außerdem gab es im Ort einen herrschaftlichen Meierhof, eine Mühle, eine Ölschlägerei und einen Ziegelschlag. Wiese war Pfarrort für Bunzendorf, Philippsthal, Ebersdorf, Göhe, Tschernhausen, die Zimpelhäuser und die Katholiken aus dem preußischen Ostrichen; zur Pfarrei Wiese gehörten zudem die Filialkirche der hl. Anna in Engelsdorf mit den Dörfern Engelsdorf, Lautsche und Zahne sowie die Filialkirche des hl. Jodokus in Nieder-Berzdorf mit den Dörfern Nieder-Berzdorf, Ober-Berzdorf und Neu-Berzdorf. Im Jahre 1838 erbte Eduard Clam-Gallas den Besitz. Bis zur Mitte des 19. Jahrhunderts blieb Wiese der Allodialherrschaft Friedland untertänig.
Nach der Aufhebung der Patrimonialherrschaften bildete Wiese ab 1850 einen Ortsteil der Gemeinde Tschernhausen im Bunzlauer Kreis und Gerichtsbezirk Friedland. Ab 1868 gehörte Wiese zum Bezirk Friedland. Im Jahre 1880 löste sich Wiese von Tschernhausen los und bildete mit dem Ortsteil Bunzendorf eine eigene Gemeinde. Bunzendorf wurde 1907 eigenständig. Beim Zensus von 1921 lebten in Wiese 276 Personen, darunter 250 Deutsche und 17 Tschechen. Seit 1923 wurde auch der tschechische Name Ves als amtlicher Name verwendet. Im Jahre 1930 hatte die Gemeinde Wiese / Ves mit den Einschichten Am Erbe und Ziegelei 280 Einwohner. Nach dem Münchner Abkommen erfolgte 1938 die Angliederung an das Deutsche Reich; bis 1945 gehörte Wiese zum Landkreis Friedland. Im Jahre 1939 lebten in der Gemeinde 240 Personen. Nach dem Ende des Zweiten Weltkrieges kam Ves zur Tschechoslowakei zurück. In Folge der Festlegung der Oder-Neiße-Grenze kamen die angrenzenden Gebiete der sächsischen und preußischen Oberlausitz zu Polen. 1945 lebten in Ves 120 Deutsche und 43 Tschechen. In den nachfolgenden beiden Jahren wurden die meisten deutschböhmischen Bewohner vertrieben. Im Jahre 1946 hatte Ves 91 tschechische und 71 deutsche Einwohner, 1947 lebten in dem Dorf 139 Tschechen und fünf Deutsche. Im Zuge der Errichtung des Niedów-Stausees erfolgte in den 1950er Jahren eine Grenzregulierung zwischen Polen und der Tschechoslowakei. Dabei wurde der zu Ves gehörende unbesiedelte Landzipfel links der Smědá, der zwischen Spytków und dem Bahnhof Zawidów bis an Wilka heran in das polnische Gebiet hineinragte, an Polen abgetreten und später größtenteils überflutet. Als neue Staatsgrenze wurden der Lauf des Baches Boreček und der Smědá festgelegt. Im Zuge der Auflösung des Okres Frýdlant wurde Ves dem Okres Liberec zugeordnet. Zu Beginn des Jahres 1963 erfolgte die Eingemeindung nach Černousy. Am 1. Juli 1980 wurde Ves zusammen mit Černousy nach Višňová eingemeindet. Nach der Samtenen Revolution lösten sich Ves, Černousy und Boleslav am 1. September 1990 wieder von Višňová los und bildeten die Gemeinde Černousy. 2006 wurde zwischen Ves und Zawidów ein Grenzübergang für Fußgänger und Radfahrer eröffnet, eine Straßenverbindung nach Polen besteht in Richtung Nordwesten über den Bach Boreček.
1991 hatte Ves 64 Einwohner. Im Jahre 2001 bestand das Dorf aus 31 Wohnhäusern, in denen 81 Menschen lebten. Insgesamt besteht Ves aus 41 Häusern.

## Ortsgliederung
Der Ortsteil Ves bildet zugleich einen Katastralbezirk.

## Sehenswürdigkeiten
- gotische Kirche des hl. Laurentius, am höchsten Punkt des Dorfes. Sie ist seit 1346 nachweislich, aber wahrscheinlich wesentlich älter. Das Altarbild schuf der Zittauer Maler Johann Christian Leubner. An den Außenwänden befanden sich ursprünglich zahlreiche Wappen und Grabmäler der Lehnsherren von Wiese und der Besitzer der eingepfarrten Lehngüter aus dem 16. und 17. Jahrhundert, darunter Angehörige der Familien Hochberg von Leipa, Nostitz von Ullersdorf, von Haugwitz, Kynau von Bertelsdorf, Geißler von Byla, Zaltza von Linde, Stanger von Stonsdorf, von Bellwitz, von Cžernhaus, von Gersdorff, von Rodowitz, von Merzerode, von Büchler, von Millendorf und von Uechtritz, deren Inschriften bereits im 19. Jahrhundert unleserlich geworden waren und später in Kircheninnere umgesetzt wurden.
- Umgebinde- und Fachwerkhäuser
- Hlaváč-Hof (Nr. 8), der ehemalige Meierhof wurde 1948 enteignet und danach verwüstet und dem Verfall überlassen. Nach der samtenen Revolution erhielten ihn die früheren Eigentümer zurück und begannen mit der Sanierung. Der dient heute als Ökofarm mit Pferde-, Ziegen- und Viehzucht, Unterkunft und Landwirtschaftsmuseum.
- Naturreservat Meandry Smědé (Wittig-Mäander)